# Dekanat Ścinawa
Dekanat Ścinawa – jeden z 28 dekanatów w rzymskokatolickiej diecezji legnickiej.

## Parafie
W skład dekanatu wchodzi 6 parafii:
- Parafia Świętych Apostołów Piotra i Pawła – Chobienia
- Parafia Chrystusa Króla – Dłużyce
- Parafia św. Michała Archanioła – Olszany
- Parafia Podwyższenia Krzyża Świętego – Ścinawa
- Parafia Matki Bożej Bolesnej – Tymowa
- Parafia Narodzenia Najświętszej Maryi Panny – Wielowieś